# ميريديان ستيشن (مسيسيبي)
ميريديان ستيشن (بالإنجليزية: Meridian Station CDP, Mississippi)‏ هي منطقة سكنية تقع بولاية مسيسيبي في الولايات المتحدة. تبلغ مساحتها 4.51 كم2، وترتفع عن سطح البحر 76.2 م، بلغ عدد سكانها 1,090 نسمة في عام 2010 حسب إحصاء مكتب تعداد الولايات المتحدة وتصل الكثافة السكانية فيها 241.7 نسمة لكل كيلومتر مربع (626.0/ميل2).

## التركيبة السكانية
حدّد مكتب تعداد الولايات المتحدة بيانات التركيبة السكانية لميريديان ستيشن في تعداد الولايات المتحدة. في ما يلي، التركيبة السكانية حسب تعدادي 2000 و2010.

### تعداد عام 2000
بلغ عدد سكان ميريديان ستيشن 1,849 نسمة بحسب تعداد عام 2000، وبلغ عدد الأسر 354 أسرة وعدد العائلات 344 عائلة مقيمة في المنطقة السكنية. في حين سجلت الكثافة السكانية 410 نسمة لكل كيلومتر مربع (1,061.9/ميل2). وبلغ عدد الوحدات السكنية 526 وحدة بمتوسط كثافة قدره 116.6 لكل كيلومتر مربع (302.0/ميل2).
وتوزع التركيب العرقي للمنطقة السكنية بنسبة 62.57% من البيض و26.55% من الأمريكيين الأفارقة و0.76% من الأمريكيين الأصليين و2.65% من الأمريكيين ذوي الأصول الآسيوية و0.32% من سكان جزر المحيط الهادئ و3.79% من الأعراق الأخرى و3.35% من عرقين مختلطين أو أكثر و8.06% من الهسبانيون أو اللاتينيون من أي عرق.
بلغ عدد الأسر 354 أسرة كانت نسبة 76.8% منها لديها أطفال تحت سن الثامنة عشر تعيش معهم، وبلغت نسبة الأزواج القاطنين مع بعضهم البعض 88.1% من أصل المجموع الكلي للأسر، ونسبة 6.5% من الأسر كان لديها معيلات من الإناث دون وجود شريك، بينما كانت نسبة 2.5% من الأسر لديها معيلون من الذكور دون وجود شريكة وكانت نسبة 2.8% من غير العائلات. تألفت نسبة 2.5% من أصل جميع الأسر من عدة أفراد يعيشون في نفس المنزل ونسبة 0.3% كانت تتألف من شخص يعيش بمفرده يبلغ من العمر 65 عاماً أو أكثر. وبلغ متوسط حجم الأسرة المعيشية 3.45، أما متوسط حجم العائلات فبلغ 3.49.
بلغ العمر الوسطي للسكان 21.8 عاماً. وكانت نسبة 29% من القاطنين تحت سن الثامنة عشر، وكانت نسبة 4.8% بين الثامنة عشر والرابعة والعشرين عاماً، ونسبة 30.6% كانت واقعةً في الفئة العمرية ما بين الخامسة والعشرين والرابعة والأربعين عاماً، ونسبة 1.5% كانت ما بين الخامسة والأربعين والرابعة والستين، ونسبة 0.2% كانت ضمن فئة الخامسة والستين عاماً فما فوق. يوجد لكل 100 أنثى 106.9 ذكر، ويوجد لكل 100 أنثى في الثامنة عشر من عمرها فما فوق 97.4 ذكر.
بلغ متوسط دخل الأسرة في المنطقة السكنية 42,024 دولارًا، أما متوسط دخل العائلة فبلغ 42,173 دولارًا. وكان متوسط دخل الذكور 24,348 دولارًا مقابل 17,284 دولارًا للإناث. وسجل دخل الفرد الخاص بالمنطقة السكنية 12,353 دولارًا. وكانت نسبة 5.3% من العائلات ونسبة 5.9% من السكان تحت خط الفقر،

### تعداد عام 2010
بلغ عدد سكان ميريديان ستيشن 1,090 نسمة بحسب تعداد عام 2010، وبلغ عدد الأسر 141 أسرة وعدد العائلات 129 عائلة مقيمة في المنطقة السكنية. في حين سجلت الكثافة السكانية 241.7 نسمة لكل كيلومتر مربع (626.0/ميل2). وبلغ عدد الوحدات السكنية 162 وحدة بمتوسط كثافة قدره 35.9 لكل كيلومتر مربع (93.0/ميل2).
وتوزع التركيب العرقي للمنطقة السكنية بنسبة 60.83% من البيض و26.24% من الأمريكيين الأفارقة و0.46% من الأمريكيين الأصليين و4.40% من الأمريكيين ذوي الأصول الآسيوية و0.37% من سكان جزر المحيط الهادئ و3.49% من الأعراق الأخرى و4.22% من عرقين مختلطين أو أكثر و13.76% من الهسبانيون أو اللاتينيون من أي عرق.
بلغ عدد الأسر 141 أسرة كانت نسبة 75.9% منها لديها أطفال تحت سن الثامنة عشر تعيش معهم، وبلغت نسبة الأزواج القاطنين مع بعضهم البعض 80.1% من أصل المجموع الكلي للأسر، ونسبة 9.2% من الأسر كان لديها معيلات من الإناث دون وجود شريك، بينما كانت نسبة 2.1% من الأسر لديها معيلون من الذكور دون وجود شريكة وكانت نسبة 8.5% من غير العائلات. تألفت نسبة 2.1% من أصل جميع الأسر من عدة أفراد يعيشون في نفس المنزل ونسبة 0.7% كانت تتألف من شخص يعيش بمفرده يبلغ من العمر 65 عاماً أو أكثر. وبلغ متوسط حجم الأسرة المعيشية 3.47، أما متوسط حجم العائلات فبلغ 3.59.
بلغ العمر الوسطي للسكان 21.6 عاماً. وكانت نسبة 18.3% من القاطنين تحت سن الثامنة عشر، وكانت نسبة 49.4% بين الثامنة عشر والرابعة والعشرين عاماً، ونسبة 29.5% كانت واقعةً في الفئة العمرية ما بين الخامسة والعشرين والرابعة والأربعين عاماً، ونسبة 2.2% كانت ما بين الخامسة والأربعين والرابعة والستين، ونسبة 0.5% كانت ضمن فئة الخامسة والستين عاماً فما فوق. وتوزع التركيب الجنسي للسكان بنسبة 64% ذكور و36% إناث.